# Mega Man Battle Network 3
MegaMan Battle Network 3 es el tercer juego de la serie MegaMan Battle Network, publicado en 2002 en Japón y 2003 en América del Norte para Game Boy Advance. Está dividida en 2 versiones: White y Blue (negro en la versión japonesa). Es la primera entrega de Mega Man Battle Network en dividir cartuchos.